# Ripple Island
Ripple Island (リップルアイランド?, Rippuru Airando) è un videogioco d'avventura del 1988 pubblicato da Sunsoft per Famicom. Pubblicato esclusivamente in Giappone, nel 2013 il gioco è stato distribuito per Nintendo 3DS tramite Virtual Console.
Nel 1988 è stato pubblicato su Wanpakku Comics un manga basato su Ripple Island, mentre su telefono cellulare è stata distribuita una sound novel ispirata al gioco. Il titolo è inoltre incluso nella raccolta Memorial Series: Sunsoft Vol. 4 per PlayStation insieme a Blaster Master.